# Walter Schmidt (Geistlicher, 1891)
Walter Schmidt (* 21. Dezember 1891 in Neuemühle (Gemeinde Herscheid); † 28. Februar 1981 in Dortmund) war ein deutscher Geistlicher. Er trat am 7. Juli 1960 die Nachfolge von Johann Gottfried Bischoff als Stammapostel (Hauptleiter) der Neuapostolischen Kirche an und wirkte in diesem Amt bis zu seinem Ruhestand am 15. Februar 1975.
Walter Schmidt wurde im südlichen Westfalen, mitten im Ebbegebirge, am 21. Dezember 1891 in Neuemühle (Kreis Altena/Westfalen), Gemeinde Herscheid, geboren. Im Jahre 1897 ergab sich die erste Begegnung mit Mitgliedern der Neuapostolischen Kirche. Am 15. November 1898 wurde seine Familie versiegelt. Nach seiner Schulentlassung trat Walter Schmidt im Jahre 1906 in die kaufmännische Lehre und besuchte die neuapostolische Gemeinde Lüdenscheid. Am 17. Mai 1919 heiratete er Luise Piepenstock, ein Mädchen aus der Gemeinde. Ab 1930 hatte die kleine Familie – im Januar 1921 war Tochter Waltraut geboren worden, – ihren Wohnsitz in Rummenohl. Dort hatte sich Walter Schmidt als Teilhaber in die Firma Karl Krampe Wwe. eingekauft, die Hacken, Spaten und Schaufeln herstellte.

## Ordinationen
- im November 1923 Unterdiakon
- 1925 Hilfspriester
- am 10. März 1929 Priester
- am 21. Januar 1940 Bezirksevangelist
- am 25. Juni 1944 Bezirksältester für den Bezirk Dortmund
- am 26. Mai 1945 Bischof
- am 29. September 1946 Apostel im Apostelbezirk Westfalen
- am 19. September 1948 Bezirksapostel für Westfalen

Nach dem Ausschluss des Bezirksapostels Peter Kuhlen aus dem benachbarten Rheinland übernahm er auch die Betreuung dort vom 24. Januar 1955 bis zum 14. April 1968.
Nach dem Tod des Stammapostels J.G. Bischoff wurde der Bezirksapostel Walter Schmidt in der Apostelversammlung vom 7. Juli 1960 zu Frankfurt/Main einstimmig zum neuen Stammapostel gewählt. Dies ist insofern bemerkenswert, als die „Botschaft“ seines Vorgängers „er werde nicht mehr sterben bis Jesus wiederkomme“ so in die Lehre und Verkündigung der Kirche eingedrungen war, das ein Nachfolger für J.G. Bischoff explizit mehrfach ausgeschlossen worden war. Der bereits 1948 einstimmig gewählte und als Stammapostelhelfer ordinierte Nachfolger Peter Kuhlen legte sein Amt aus diesem Grunde bereits 1950 nieder. Durch die offensichtliche Nichterfüllung der „Botschaft“ war die Kirche jedoch zum Handeln gezwungen. Es wurde erklärt, „Gott habe seinen Plan geändert und der Gemeinde noch eine weitere Prüfungszeit auferlegt“. So übernahm Walter Schmidt sein Amt und damit die Hauptleitung aller neuapostolischen Gemeinden am 10. Juli 1960. Es gelang ihm, die 1955 nach dem Ausschluss Kuhlens erfolgte Spaltung (siehe Apostolische Gemeinschaft) und dem Tode Bischoffs entstandenen Turbulenzen zu beruhigen und die Kirche weitestgehend zu stabilisieren.
Mit Beschluss des Apostelkollegiums vom 1. Januar 1961 wurde der Sitz der Neuapostolischen Kirche von Frankfurt/Main nach Dortmund verlegt.
Anfang Juni 1961 besuchte der Stammapostel England und im Mai 1963 besuchte er die USA und Kanada. Am 8. April 1965 besuchte er Südafrika.
Im Februar 1975 entschloss sich Walter Schmidt aufgrund seines angegriffenen Gesundheitszustandes in den Ruhestand zu treten. Er bestimmte den Apostel Ernst Streckeisen aus Zürich als Nachfolger und Hauptleiter der Neuapostolischen Kirche. Er verstarb am 28. Februar 1981 in seiner Heimatstadt Dortmund.